# Hoàng Nghĩa Hiền
Hoàng Nghĩa Hiền (tiếng Trung: 黃義賢; ? – 1161) là một đại thần nhà Lý trong lịch sử Việt Nam.

## Tiểu sử
Hoàng Nghĩa Hiền, không rõ quê quán, giữ chức Thái phó thời vua Lý Anh Tông.
Năm 1143, Lý Anh Tông sai Thái phó Hoàng Nghĩa Hiền cùng Viên ngoại lang Khổng Trường đi tuần sát khe động dọc biên giới và thị sát việc đãi vàng ở Như Cá.
Năm 1161, Thái phó Hoàng Nghĩa Hiền mất khi tại chức, 2 năm sau khi Đỗ Anh Vũ chết. Vua Lý Anh Tông nghỉ chiều 5 ngày, lễ nặng lên bình thường vì Hoàng Nghĩa Hiền có công phò Lý Anh Tông lên ngôi.

## Nhận xét
Lê Tung nhận định Hoàng Nghĩa Hiền là danh thần thời Lý, nhưng lại để lại tiếng xấu khi không biết can vua dẫn tới chính trị dần có sự suy đồi.
Một sử gia miền nam trước 1975 cho rằng nhờ có sự tồn tại của Hoàng Nghĩa Hiền và Phí Công Tín nên chính trị nhà Lý mới không bị suy sụp dưới sự lộng quyền của Đỗ Anh Vũ.